# Monte Grande (nordvästra Tantoyuca kommun)
Monte Grande är en ort i Mexiko.   Den ligger i kommunen Tantoyuca och delstaten Veracruz, i den sydöstra delen av landet, 240 km norr om huvudstaden Mexico City. Monte Grande ligger 113 meter över havet och antalet invånare är 302.
Terrängen runt Monte Grande är platt, och sluttar västerut. Runt Monte Grande är det ganska tätbefolkat, med 72 invånare per kvadratkilometer. Närmaste större samhälle är Tantoyuca, 15,3 km sydost om Monte Grande. Omgivningarna runt Monte Grande är en mosaik av jordbruksmark och naturlig växtlighet.